# Here Come the Huggetts
Pour plus de détails, voir Fiche technique et Distribution.
Here Come the Huggetts est un film britannique réalisé par Ken Annakin, sorti en 1948.

## Synopsis
La vie de famille est calme chez les Huggett, en tous cas jusqu'à ce que la jolie Diana arrive chez eux pour quelques jours.

## Fiche technique
- Titre original : Here Come the Huggetts
- Réalisation : Ken Annakin
- Scénario : Mabel Constanduros (en), Denis Constanduros, Peter Rogers, Muriel Box, Sydney Box
- Direction artistique : Norman G. Arnold
- Costumes : Yvonne Caffin
- Photographie : Reginald H. Wyer
- Son : Brian Sewell
- Montage : Gordon Hales
- Musique : Antony Hopkins
- Production : Betty E. Box
- Société de production : Gainsborough Pictures
- Société de distribution : General Film Distributors
- Pays de production :  Royaume-Uni
- Langue originale : anglais
- Format : Noir et blanc — 35 mm — 1,37:1 — son mono
- Genre : Comédie
- Durée : 93 minutes
- Dates de sortie : 
  - Royaume-Uni : 24 novembre 1948

## Distribution
- Jack Warner : M. Huggett
- Kathleen Harrison : Mme Huggett
- Jane Hylton : Jane Huggett
- Susan Shaw : Susan Huggett
- Petula Clark : Pet Huggett
- Diana Dors : Diana
- Jimmy Hanley : Jimmy
- Peter Hammond : Peter
- David Tomlinson : Harold
- John Blythe : Gowan
- Amy Veness : la grand-mère
- Dandy Nichols : Tante Edie

## Autour du film
- Ce film constitue la deuxième apparition de la famille Huggett, déjà vue dans Holiday Camp, et qui sera à l'honneur dans deux autres films de Ken Annakin :
  - Vote for Huggett, en 1949
  - The Huggetts Abroad, en 1949